# PRISA

Grupo PRISA (Promotora de Informaciones, SA) és el grup de mitjans de comunicació i editorial més gran d'Espanya, cofundat per José Ortega Spottorno el 1972. Cotitza a la Borsa de Madrid, té ingressos de 1.455 milions d'euros (dada de 2014) i més de 30 milions d'usuaris únics a tot el món.
Jesús de Polanco en fou president fins al seu traspàs el 2007, any en què el succeí el seu fill Ignacio. El seu conseller delegat és Juan Luis Cebrián. El març de 2012 va ser adquirit (57%) per un fons d'inversió nord-americà. El 2014 el deute de PRISA va arribar als 3000 milions d'euros. El 19 de març de 2014, Penguin Random House va adquirir editorials de Santillana i Alfaguara per 96,6 milions de dòlars, a excepció d'Alfaguara Infantil y Juvenil. El setembre del mateix any PRISA va anunciar que deixava de cotitzar a la Borsa de Nova York com a mesura d'estalvi.

## Divisions
PRISA es divideix en Prisa Noticias, Prisa Radio, Prisa TV, el grup editorial Santillana i l'agència de publicitat PRISA Brand Solutions. La divisió de Prisa Noticias engloba marques informatives com El País, Cinco Días, As, El Huffington Post, MeriStation i altres revistes corporatives.
Prisa Radio és el major grup radiofònic en espanyol amb més de 1.250 emissores entre pròpies, participades i associades a Mèxic, Espanya, Estats Units, Colòmbia, Costa Rica, Panamà, Argentina i Xile, i a través de franquícies a Guatemala, Hondures, Equador, Paraguai i República Dominicana. A Espanya, posseeix l'emissora generalista Cadena SER i les radiofórmules Los 40, M80 Radio, Cadena Dial, Máxima FM i Radiolé. Té un accionariat en el qual PRISA és l'accionista majoritari amb un 73,49%, el Grupo Godó té un 18,37% i el fons de capital privat 3i, el 6,1% restant.
Prisa TV, anteriorment coneguda com a Sogecable, és un grup líder de la televisió de pagament a Espanya i ha estat el pioner en la introducció de sistemes interactius i principalment de la televisió digital a Espanya. El 2015 PRISA va vendre la plataforma Canal+ a Telefónica. Addicionalment, PRISA és propietària del 13,65% de les accions de Mediaset Espanya, que opera canals de televisió com Telecinco o Cuatro, entre d'altres.

## Fora d'Espanya
PRISA ostenta el 15% de l'accionariat del diari generalista francès Le Monde. A Portugal, és el principal propietari del grup Media Capital, que gestiona la cadena de canals TVI; la productora Plural Entertainment Portugal; les emissores Rádio Comercial, Radio Cidade, M80 Portugal, Smooth FM i Vodafone FM; el portal web IOL i les marques Farol i Spot.
Als Estats Units, PRISA és propietària de Caracol Miami, W Radio Los Angeles i la xarxa de continguts radiofònics GLR Networks. També posseeix el 12% de la cadena de parla hispana per cable V-me. A Colòmbia, és propietària de Caracol Radio i, a Xile, és propietària d'Ibero Americana Radio Chile, un conglomerat de cadenes que concentren més del 50% de la programació nacional. A més, és propietària en un 50% del grup mexicà Televisa Radio, que agrupa ràdios com W Radio o Los 40, i és responsable amb Televisa de l'edició mexicana de la revista Rolling Stone.
El grup opera l'emissora argentina Radio Continental i Los 40, i està associat a Papel Prensa amb el Grupo Clarín i La Nación, el que els fa amos del 90% del paper per a diaris i revistes de l'Argentina. A Costa Rica, opera les estacions ADN, Los 40 i Bésame conjuntament amb el Grupo Nación, i a Panamà opera l'emissora generalista W Radio i la radiofórmula Los 40. També manté un conveni amb el grup equatorià Radio Centro Internacional per operar Los. A Bolívia, va ser accionista de la televisió ATB Bolivia però va vendre el 25% de les seves accions al Grup Akiashi i l'altre 70% és del Grup Brisa, de manera que només té presència mitjançant l'editorial Santillana.
El Grupo Santillana és present a vint països americans.

## Accionariat
El març de 2015 els principals accionistes de PRISA eren els següents: la família Polanco (19,5%), l'empresari de Qatar Ghanim Al Hodaifi Al Kuwari (10%), HSBC (9,6%), Roberto Alcántara (9,3%), Caixabank (9%), Banco Santander (4,6%), Telefónica (4,5%) i fons de capital de risc. L'accionariat de PRISA ha evolucionat significativament entre 2009 i 2015 a causa de les dificultats econòmiques del grup. La família Polanco, que el 2009 controlava el 71% de les accions, va veure la seva participació disminuir per sota del 20%. En les successives ampliacions de capital van entrar en l'accionariat grans empresaris, fons de capital de risc i també bancs espanyols que van canviar per accions els deutes que PRISA havia contret amb ells. El grup empresarial de Qatar International Media Group va aportar 75 milions d'euros el 2015, quedant-se el 10% de les accions de PRISA.

## Presència en mitjans de comunicació
Pertanyen en algun percentatge significatiu al grup PRISA els següents mitjans:
- El País, diari generalista espanyol més llegit en espanyol. L'audiència d'elpais.com va superar els 18.099.000 usuaris únics (el juliol del 2022). La seva edició impresa compta amb 762.000 lectors diaris, segons la segona onada de l'EGM del 2022.
- As, segon diari esportiu més llegit en espanyol. L'audiència d'as.com va superar el maig de 2020 els 17.559.000 usuaris únics. La seva edició impresa compta amb 395.000 lectors diaris, segons la segona onada de l'EGM del 2022.
- Cinco Días, diari degà de la premsa econòmica a Espanya. L'audiència de cincdias.com va superar l'abril del 2023 els 3.900.000 usuaris únics.
- El HuffPost, edició espanyola del diari nord-americà. L'audiència de huffpost.es va superar el juliol de 2022 els 9.068.000 usuaris únics.
- El Progreso, informació general, distribuït fonamentalment a la província de Lugo.
- Diario de Pontevedra, informació general, distribuït fonamentalment a la ciutat de Pontevedra i comarques properes.
- Odiel Información
- Diario Jaén
- Canarias 7
- Diario de Avisos
- Diario de Noticias de Álava
- Diario del Alto Aragón
- Diario de Noticias de Guipúzcoa
- Diario de Noticias de Navarra
- El Adelantado de Segovia
- El Punt
- La Gaceta Regional
- La Voz de Almería
- El Correo de Andalucía
- Le Monde. El 15% és propietat del grup Prisa.
- El Nuevo Día
- Extra

A més té l'11% de Presse Europe Régions, holding que controla el 60% de Midi Lliure, editor, entre d'altres, de Midi Lliure i L'Indépendant.